# Вайпіо (Гаваї)
Вайпіо (англ. Waipio) — переписна місцевість (CDP) в США, в окрузі Гонолулу штату Гаваї. Населення — 12 082 особи (2020).

## Географія
Вайпіо розташоване за координатами 21°24′52″ пн. ш. 157°59′48″ зх. д. / 21.41444° пн. ш. 157.99667° зх. д. (21.414323, -157.996554).  За даними Бюро перепису населення США в 2010 році переписна місцевість мала площу 3,24 км², уся площа — суходіл.

## Демографія
Згідно з переписом 2010 року, у переписній місцевості мешкали 11 674 особи в 3941 домогосподарстві у складі 2848 родин. Густота населення становила 3600 осіб/км².  Було 4072 помешкання (1256/км²).
Расовий склад населення:
| - 56,4 % — азіатів - 11,6 % — білих - 5,1 % — вихідців з тихоокеанських островів - 1,5 % — чорних або афроамериканців - 0,2 % — корінних американців - 1,1 % — осіб інших рас |

До двох чи більше рас належало 24,1 %. Частка іспаномовних становила 8,7 % від усіх жителів.
За віковим діапазоном населення розподілялося таким чином: 21,2 % — особи молодші 18 років, 68,1 % — особи у віці 18—64 років, 10,7 % — особи у віці 65 років та старші. Медіана віку мешканця становила 38,1 року. На 100 осіб жіночої статі у переписній місцевості припадало 101,8 чоловіків;  на 100 жінок у віці від 18 років та старших — 100,7 чоловіків також старших 18 років.
Середній дохід на одне домашнє господарство  становив 89 344 долари США (медіана — 74 085), а середній дохід на одну сім'ю — 100 623 долари (медіана — 86 547). Медіана доходів становила 53 059 доларів для чоловіків та 41 316 доларів для жінок. За межею бідності перебувало 5,9 % осіб, у тому числі 7,7 % дітей у віці до 18 років та 5,3 % осіб у віці 65 років та старших.
Цивільне працевлаштоване населення становило 6283 особи. Основні галузі зайнятості: освіта, охорона здоров'я та соціальна допомога — 18,8 %, роздрібна торгівля — 13,6 %, мистецтво, розваги та відпочинок — 12,9 %.